# Lazizbek Mullojonov
Lazizbek Mullojonov (Farg'ona, 13 mei 1999) is een bokser uit Oezbekistan. Hij werd olympisch kampioen in de zwaargewichtklasse op de Olympische Spelen van 2024. Ook won hij brons op het wereldkampioenschap boksen in 2023.

## Erelijst

### Olympische Spelen
- 2024 in Parijs, Frankrijk (–92 kg)

### Wereldkampioenschappen
- 2023 in Tasjkent, Oezbekistan (–92 kg)

### Aziatische kampioenschappen
- 2022 in Amman, Jordanië (+92 kg)

1904: Samuel Berger ·
1908: Albert Oldman ·
1920: Ronald Rawson ·
1924: Otto von Porat ·
1928: Arturo Rodríguez ·
1932: Alberto Santiago Lovell ·
1936: Herbert Runge ·
1948: Rafael Iglesias ·
1952: Ed Sanders ·
1956: Pete Rademacher ·
1960: Franco de Piccoli ·
1964: Joe Frazier ·
1968: George Foreman ·
1972: Teófilo Stevenson ·
1976: Teófilo Stevenson ·
1980: Teófilo Stevenson ·
1984: Henry Tillman ·
1988: Ray Mercer ·
1992: Félix Savón ·
1996: Félix Savón ·
2000: Félix Savón ·
2004: Odlanier Solís ·
2008: Rachim Tsjachkiev ·
2012: Oleksandr Usyk ·
2016: Jevgeny Tisjtsjenko ·
2020: Julio César La Cruz ·
2024: Lazizbek Mullojonov